# Wonderspleen
Wonderspleen est un groupe de rock créé en 1995 à Bulle, en Suisse. 

## Biographie
C’est en 1995 que Wonderspleen apparaît pour la première fois sur scène sous le nom de Spleen. Après deux ans de vadrouille musicale, il sort son premier disque éponyme six titres (Spleen), suivie de près par l’apparition, en 1998, d’un maxi-cd éponyme trois titres, marquant le changement de nom du groupe pour Wonderspleen. Il joue en première partie de No One Is Innocent, Silmarils, Dominque Sonic, etc.[réf. nécessaire] Un an plus tard, le groupe lâche dans les bacs l’album Fais comme si de rien, enregistré et mixé au studio des Forces Motrices (Genève) entre les doigts de David Waeber, ingénieur réputé notamment pour son travail avec Lofofora, The Young Gods, Mickey 3D et Virago.
L’opus propulse le quartette sur la scène des Eurockéennes de Belfort. Le groupe se verra un mois plus tard élu par le magazine Rock Sound parmi les espoirs du rock français. Une tournée d’une quarantaine de dates ponctuée de passages radios et télévisuels achèvera la promotion de « Fais comme si de rien ». En été 2002, le groupe demande les faveurs de Dominique Brusson, découvert à travers les albums de Dominique A, Françoise Breut, Yann Tiersen, Fred Vidalenc,... L’ingénieur du son décide de travailler avec Wonderspleen et leur propose, comme lieu, le studio du Hurlement à Bordeaux. Une semaine de mixage intense, un jour de mastering à Bruxelles avec Alan Ward et le charnel et sexué et Rita nous regarde parait durant le glacial hiver 2002. Davantage personnalisée, la nouvelle ligne musicale s’enrichit de violons, accordéons et arrangements électroniques. Les murs de guitares sont tombés: des tapis de sonorités acoustiques les recouvrent désormais. Les instruments sont les fidèles serviteurs des textes flirtant avec la poésie. Le groupe joue immédiatement dans les clubs et festivals (Paléo Festival (Nyon), Voix de fête (Genève), festival de la Cité (Lausanne),...) et les radios et la TV.
En 2005 paraît l'album Rita épouse X, donnant carte blanche à douze groupes suisses (Beaumont, Feutre et Chandel, Opak, Oh! le bel orchestanse, Euphonia, Bellwald, Stelute, Gunterstaxx, Sonalp, La Pacotière, Dadaz, Primas X, Céline Cesa) afin de relire à leur manière les titres de Wonderspleen.

## Membres
- Emmanuel Colliard: voix
- Sébastien Lauper: guitare
- Laurent Gremaud: basse
- Jean-Luc Gapany: batterie

## Discographie
- 1996 : Spleen| No | Titre                 | Durée |
| -- | --------------------- | ----- |
| 1. | Inside                |       |
| 2. | To Suck               |       |
| 3. | Fire                  |       |
| 4. | I'm Free              |       |
| 5. | My Double Is Superman |       |
| 6. | Silence               |       |
- 1998 : Wonderspleen (It's Time To)| No | Titre               | Durée |
| -- | ------------------- | ----- |
| 1. | Cyril               |       |
| 2. | O Comment           |       |
| 3. | Et quand le moindre |       |
- 2000 : Fais comme si de rien| No  | Titre                 | Durée |
| --- | --------------------- | ----- |
| 1.  | Elle Signe            |       |
| 2.  | Midi 02               |       |
| 3.  | Sahra                 |       |
| 4.  | Il Sent               |       |
| 5.  | It's OK               |       |
| 6.  | Fais Comme Si De Rien |       |
| 7.  | Restons Seuls         |       |
| 8.  | Mandragore            |       |
| 9.  | Et Quand Le Moindre   |       |
| 10. | I Miss You            |       |
| 11. | Androgyne             |       |
| 12. | Cyril                 |       |
- 2002 : Et Rita nous regarde (2nd Time)| No  | Titre                | Durée |
| --- | -------------------- | ----- |
| 1.  | Ce N'Est Pas L'Envie |       |
| 2.  | Dis-leur.            |       |
| 3.  | JH Cherche           |       |
| 4.  | Themachronique       |       |
| 5.  | La Magie Opère       |       |
| 6.  | Crois-tu             |       |
| 7.  | OND DU               |       |
| 8.  | La Pieuvre           |       |
| 9.  | Ô Comment            |       |
| 10. | Et Rita Nous Regarde |       |

Clip vidéo bonus
- 2005 : Rita épouse X (2nd Time)| No  | Titre                                           | Durée |
| --- | ----------------------------------------------- | ----- |
| 1.  | Et Rita Nous Regarde (relecture de Opak)        |       |
| 2.  | Dis-Leur (relecture de Oh! le bel Orchestanse)  |       |
| 3.  | Androgyne (relecture de Beaumont)               |       |
| 4.  | Crois-Tu (relecture de Euphonia)                |       |
| 5.  | Inside (relecture de Feutre et Chandel)         |       |
| 6.  | JH Cherche (relecture de Bellwald)              |       |
| 7.  | La Pieuvre (relecture de Stelute)               |       |
| 8.  | Cyril (relecture de Gunterstaxx)                |       |
| 9.  | Termachronique (relecture de Sonalp)            |       |
| 10. | Ond Du (relecture de La Pacotière)              |       |
| 11. | Crois-Tu (relecture de Dada'z)                  |       |
| 12. | Ce N'Est Pas L'Envie (relecture de Primàs X)    |       |
| 13. | Et Rita Nous Regarde (relecture de Céline Cesa) |       |